# 6564 Asher
6564 Asher è un asteroide areosecante. Scoperto nel 1992, presenta un'orbita caratterizzata da un semiasse maggiore pari a 1,8816888 UA e da un'eccentricità di 0,2664105, inclinata di 45,29734° rispetto all'eclittica.
L'asteroide è dedicato all'astronomo David J. Asher.